# Wilknicki Młyn
Wilknicki Młyn – osada w Polsce położona w województwie warmińsko-mazurskim, w powiecie braniewskim, w gminie Lelkowo.
W latach 1975–1998 miejscowość administracyjnie należała do województwa elbląskiego.